# Экономический совет при Губернаторе Санкт-Петербурга
Экономический совет при Губернаторе Санкт-Петербурга — консультативно-экспертный орган в области экономики при Правительстве Санкт-Петербурга.

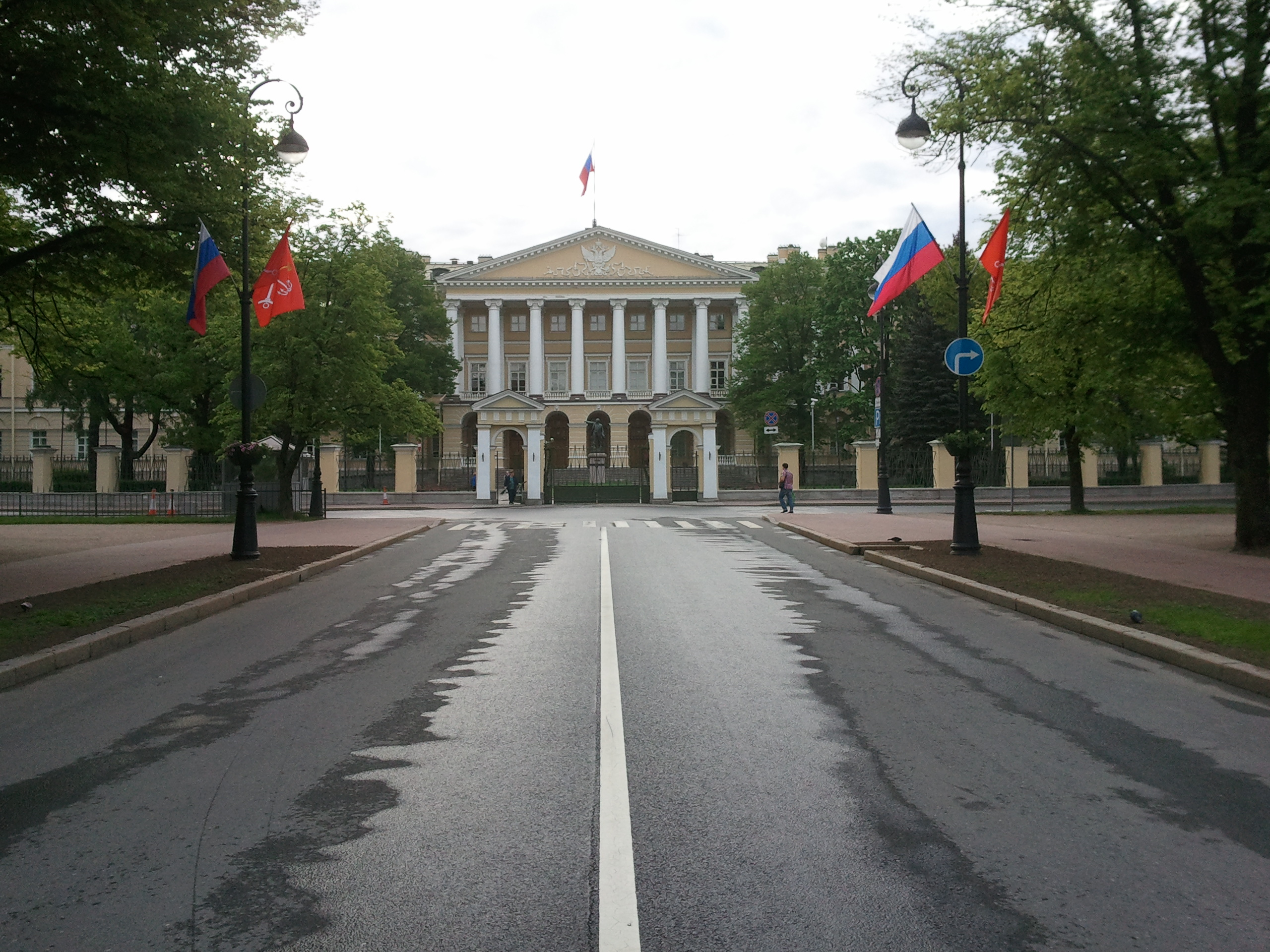

## Предназначение
Экономический Совет при Губернаторе Санкт-Петербурга сформирован Комитетом по экономической политике и стратегическому планированию Санкт-Петербурга совместно с группой ведущих петербургских экономистов по инициативе Губернатора Санкт-Петербурга. 

Положение и состав Экономического Совета при Губернаторе Санкт-Петербурга утверждены Постановлением Губернатора Санкт-Петербурга в июне 2013 года. Председателем Совета является Губернатор Санкт-Петербурга.

## Структура Совета
В состав Совета входят представители ведущих научных организаций, крупнейших предприятий и общественных организаций города, Законодательного Собрания Санкт-Петербурга, исполнительных органов государственной власти.
В работе Совета участвуют руководители ведущих научных экономических школ страны: академик РАН Абел Аганбегян — один из основателей экономико-математической школы России, академик РАН Виктор Ивантер — руководитель научной школы России в области прогнозирования национальной экономики, Владимир Квинт — иностранный член РАН, заведующий кафедрой финансовой стратегии Московской школы экономики МГУ им. М.В. Ломоносова, основатель научной школы теории и стратегии формирующихся рынков.
В состав Совета также включены представители ведущих профильных институтов Санкт-Петербургского научного центра РАН, профессиональных союзов, научно-исследовательских организаций и вузов. Проработка наиболее острых и актуальных для города вопросов осуществляется в рамках рабочих групп (секций):
- «Макроэкономика и экономическая политика»
- «Стратегическое планирование»
- «Социально-экономическое развитие территорий»
- «Прогнозирование социально-экономического развития»
- и т. д.[4].

## Функции и полномочия
Экономический совет является постоянно действующим совещательным органом при Губернаторе Санкт-Петербурга. Он разрабатывает предложения по основным направлениям экономической политики Санкт-Петербурга и мероприятиям, обеспечивающим устойчивое развитие экономики, а также сбалансированное развитие территорий Санкт-Петербурга. Деятельность Экономического совета направлена на выработку прогнозов и рекомендаций в сфере экономического и социального развития города. 

Обеспечивает деятельность Совета Комитет по экономической политике и стратегическому планированию Санкт-Петербурга.
К числу основных задач деятельности Совета относится подготовка рекомендаций исполнительным органам государственной власти Санкт-Петербурга для определения стратегии социально-экономического развития и приоритетов в области экономической политики города.
Важным направлением работы Совета является обеспечение проведения общественной экспертизы проектов нормативно-правовых актов и программ, обеспечивающих развитие экономики Санкт-Петербурга, а также координация действий исполнительных органов государственной власти города, учреждений высшего профессионального образования, научно-исследовательских организаций, профессиональных объединений, предприятий и организаций в области экономической политики.
Совет занимается распространением результатов научных исследований и прикладных разработок в области стратегического планирования.
Экономический Совет является платформой для решения ключевых вопросов развития экономики Санкт-Петербурга. Члены Совета осуществляли методическое сопровождение разработки Стратегии экономического и социально развития Санкт-Петербурга до 2030 года на всех стадиях, а заседания Совета являлись ключевой площадкой для её обсуждения.